# Moniligastrida
Moniligastrida é uma ordem da subclasse Oligochaeta. Contém apenas uma família, Moniligastridae, que compreende por volta de 200 espécies, sendo uma das dez famílias de oligoquetas terrestres com mais representantes. Sua distribuição é limitada entre leste e sudeste asiático, com exceção de algumas espécies peregrinas.

## Origem
O “premoniligastrídeo” possuía testículos no septo anterior aos segmentos X e XI, com funis espermáticos no septo posterior, sendo que cada testículo e funil correspondente eram envoltos em um saco testicular longitudinal. Pelo menos uma vesícula seminal deveria ser dependente de cada saco testicular. Provavelmente, haveria a presença de dois pares de ovários, nos segmentos XII e XIII, e dois pares de gonóporos masculinos, presentes nos segmentos atrás de seus testículos correspondentes. Além disso, havia duas espermatecas, uma em VIII e a outra em IX, correspondendo aos dois pares de gonóporos masculinos.
Com uma organização subsequente, houve a formação de um “protomoniligastrídeo”, em que os sacos testiculares perderam suas conexões com os septos 9/10 e 10/11, originando o saco sem vesículas seminais separadas e suspenso no septo posterior típico de Moniligastrida. Além disso, os ovários do segmento XII foram perdidos. A organização desse protomoniligastrídeo vai de acordo com  a de Desmogaster, gênero com as características mais primitivas da família Moniligastridae.
A partir de análise a respeito da progressão corológica, é possível determinar que a origem geográfica de Moniligastrida é na região próxima de Myanmar. Sua origem no Sudeste Asiático deve ter ocorrido depois da separação entre Laurásia e Gonduanalândia, durante o Triássico, seguida da entrada de Moniligastrida na Índia, durante o Terciário.

## Morfologia
Embora apresentem características como cerdas com disposição lumbricina - oito cerdas, organizadas em quatro pares, por segmento - presença de moelas e de vaso sanguíneo subneural, típicas de megadrilos terrestres, sua anatomia também é semelhante à de microdrilos aquáticos, como Lumbriculidae e Haplotaxidae, com ovos ricos em vitelo e clitelo fino. Além disso, os gonóporos masculinos são anteriores, apresentando, possivelmente, a localização mais primitiva, dentre os oligoquetas terrestres. Isso ocorre, pois o ducto deferente penetra apenas o segmento diretamente posterior ao testículo, fazendo com que os gonóporos estejam presentes no segmento logo atrás do testicular, enquanto em todas as outras famílias de oligoquetas terrestres, o ducto deferente penetra mais do que um segmento posterior completo, permitindo que o gonóporo se localize mais posteriormente. Essa ambiguidade entre megadrilo ou microdrilo gera discussão a respeito da posição filogenética de Moniligastrida.
São hermafroditas, possuindo de um a dois pares de testículos, e um único par de ovários, entre os segmentos XI e XIII, sempre no segmento atrás dos testículos. Todos os membros da ordem apresentam sacos testiculares, onde se localizam os testículos e os funis espermáticos, suspensos cada um por um septo, característica essa única do grupo. A localização dessa estrutura varia entre os septos 9/10 e 11/12, e sua cavidade é celomática.
O prostômio é independente do peristômio e anexo ao teto da cavidade bucal, atrás do intersegmento 1/2. O sistema digestivo possui órgãos enterosegmentais e o esôfago é alongado posteriormente, permitindo a moela de ficar atrás do segmento ovariano, possivelmente com origem intestinal no segmento XV, como em diversos outros megadrilos. Além disso, possuem câmara ovariana isolada medialmente das porções neurais e esofágicas do celoma, espermatecas profundamente invaginadas no celoma para que as ampolas sejam dorsais, e glândulas genitais capsulares provenientes de glândulas ectodérmicas.

## Distribuição, habitat e modo de vida
Os representantes de Moniligastrida possuem distribuição limitada entre leste e sudeste asiático, estando presentes no sul da Índia, na Manchúria, na Coréia, no Japão, nas Filipinas, em Bornéu e na Sumatra, mas o gênero Drawida, que apresenta cerca de 113 espécies, é um dos gêneros de Oligochaeta mais amplamente distribuídos, excedendo esses limites geográficos, provavelmente devido ao transporte humano.
Seus representantes são importantes escavadores de solos em que haja presença de material orgânico, produzindo húmus e melhorando a aeração e drenagem desses solos, a partir da construção de galerias, além de levarem material orgânico às regiões mais profundas da terra.

## Taxonomia
A ordem Moniligastrida é dividida em uma única família composta por cinco gêneros, de acordo com a edição mais recente da Nomenclatura Oligochaetologica.
- Família Moniligastridae
  - Gênero Desmogaster
  - Gênero Drawida
  - Gênero Eupolygaster
  - Gênero Hastirogaster
  - Gênero Moniligaster

## Filogenia
Moniligastrida é um ordem monotípica pertencente à subclasse Oligochaeta, embora existam evidências que apontam para a conversão da ordem em uma subordem dentro de Haplotaxida, denominada de Moniligastrina. Jamieson, a partir das sinapomorfias dos cinco gêneros existentes de Monoligastridae, chegou à seguinte filogenia:
|  | Desmogaster                                                    |
|  |                                                                |
|  | \| \| Hastirogaster \| \| \| \| \| \| Eupolygaster \| \| \| \| |
|  |                                                                |
|  | Hastirogaster                                                  |
|  |                                                                |
|  | Eupolygaster                                                   |
|  |                                                                |

|  | Hastirogaster |
|  |               |
|  | Eupolygaster  |
|  |               |

|  | Drawida      |
|  |              |
|  | Moniligaster |
|  |              |

|  | Desmogaster                                                    |
|  |                                                                |
|  | \| \| Hastirogaster \| \| \| \| \| \| Eupolygaster \| \| \| \| |
|  |                                                                |
|  | Hastirogaster                                                  |
|  |                                                                |
|  | Eupolygaster                                                   |
|  |                                                                |

|  | Hastirogaster |
|  |               |
|  | Eupolygaster  |
|  |               |

|  | Drawida      |
|  |              |
|  | Moniligaster |
|  |              |